# Plumarella delicatissima
Plumarella delicatissima är en korallart som beskrevs av Wright och Studer 1889. Plumarella delicatissima ingår i släktet Plumarella och familjen Primnoidae. Inga underarter finns listade i Catalogue of Life.